# 池島 (長崎県)

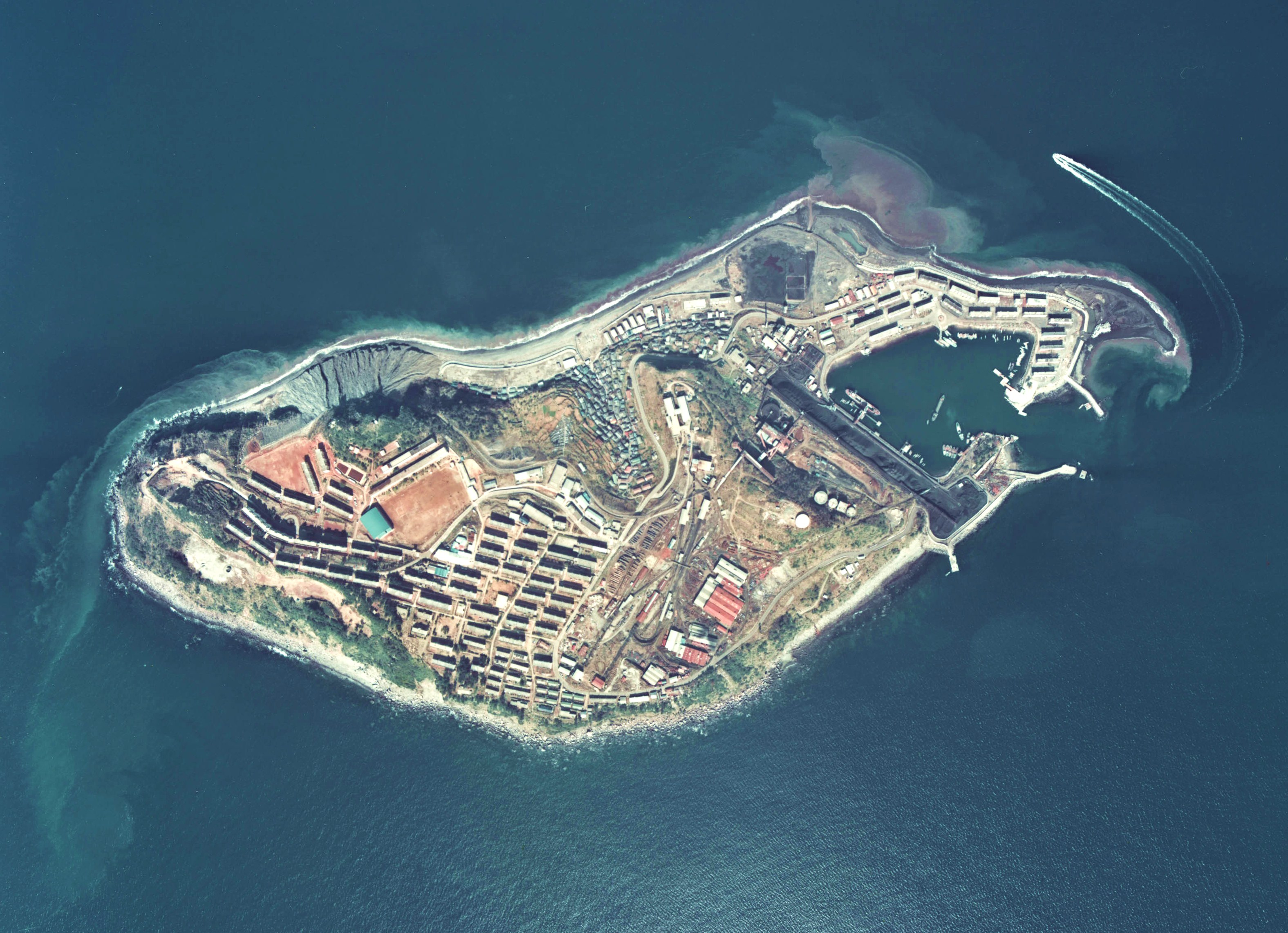
池島の空中写真（1974年撮影）

池島（いけしま）は、長崎県西彼杵半島の西方約7kmに位置する、いわゆる西彼諸島に属する島。長崎県長崎市に属する。

## 概要
かつて池島炭鉱で栄えた島である。2001年に炭鉱は閉鉱。トロッコ列車で旧鉱に入るツアーなどがあり観光客は増加している。
長崎市設小売市場条例により池島総合食料品小売センター（長崎市池島町1278番地12、1979年11月22日築）が開設されていたが、施設が老朽化しており民間の移動販売車が週一回来島していることから、条例改正により2023年（令和5年）3月末で閉鎖されることになった。
2011年頃にイノシシが初めて確認され、西海市の松島から泳いで渡ってきたものとみられているが、イノシシの増加が問題化している。

## 人口
人口は111人（2021年（令和3年）10月末時点）
1970年の最盛期においては、人口が7700人にまで膨れ上がったと言われている。2001年の閉鉱当時の人口は約2700人だった。

## 歴史
- 池島炭鉱
  - 1952年（昭和27年） - 開発が開始。
  - 1959年（昭和34年）- 出炭開始。
  - 2001年（平成13年）- 九州の炭鉱の中では最後に閉山。

### 行政地名
- 〜1955年：神浦村池島郷
- 1955〜1960年：外海村大字神浦池島郷
- 1960〜2005年：外海町大字神浦池島郷
- 2005年〜：長崎市池島町

## 行政

### 市政
- 長崎市役所外海地域センター池島事務所（長崎市池島町911番地6）[4]

### 警察
- 時津警察署長崎漁港交番

2009年（平成21年）稲佐警察署池島警察官駐在所が廃止されたのに伴い、当時同署管轄で長崎市三重地区にあった長崎漁港交番が引き継いだ。もともと池島が含まれる旧外海町区域は大瀬戸警察署（現・西海警察署）が管轄しており、2005年（平成17年）に稲佐署に移管されたが、2011年（平成23年）に長崎市三重地区、旧琴海町地区とともに時津署に再度移管されている。

### 消防
- 長崎市北消防署池島派出所

### 医療
- 長崎市立池島診療所

## 金融
- 池島簡易郵便局（ゆうちょ銀行）
  - 長崎市のごみ袋や長崎市バス・電車・タクシー利用券の販売を行っている。

## 教育

### 小学校・中学校
- 長崎市立池島小中学校（小・中併設校）

旧外海町時代の1965年（昭和40年）4月から長崎市編入後の2006年（平成18年）3月までは、小学校と中学校が分離設置されていた。なお、併設校としてはいずれの時代も小学校の校舎を使用している。
- 池島中学校区の高校受験生は、長崎県立高等学校の通学区域に関する規則により、学区の制約なく県立の全ての高校を受験できる。

## 交通

### 道路
- 長崎県道216号池島循環線

### バス路線
- 長崎市コミュニティバス池島線

運行業務はさいかい交通が担当。トヨタ・ハイエースを使用。

### 船舶

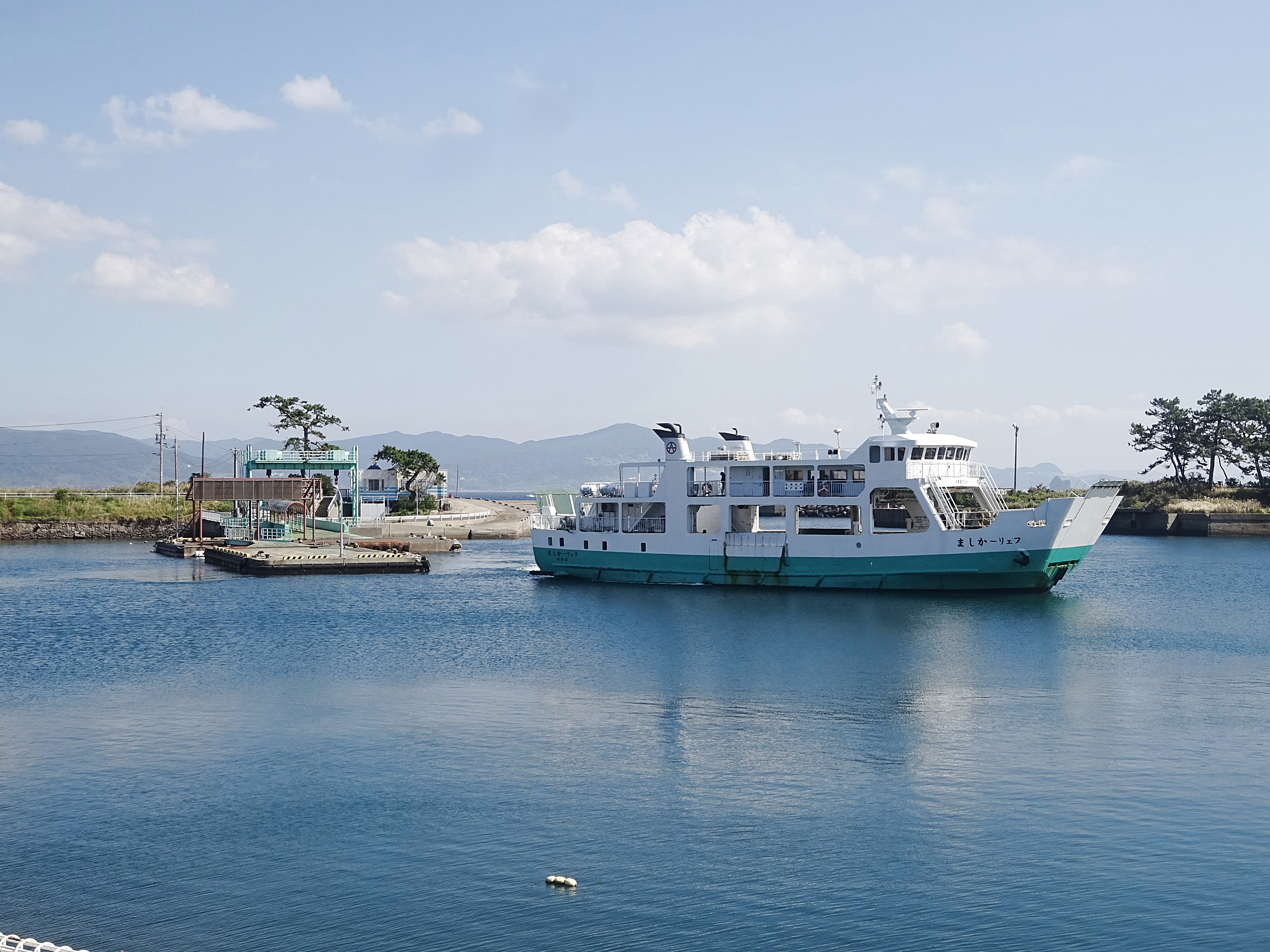
池島の池島港に寄港するフェリー「かしま」

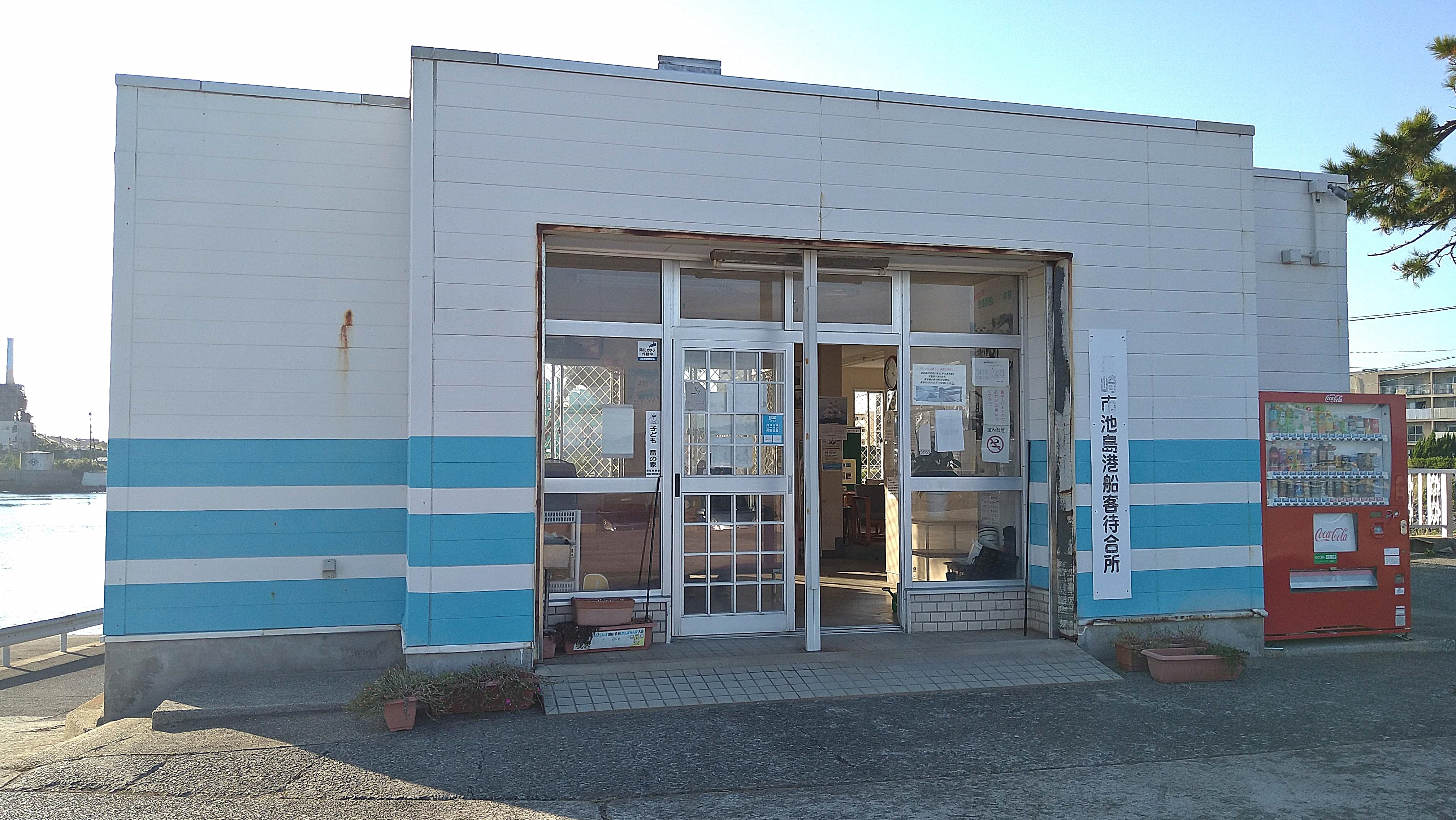
池島港待合所

長崎市、西海市、佐世保市、からの航路がある
。
- 神浦港（長崎市）から
  - 長崎市営
    - 旅客船 - 約12分。

  - 西海沿岸商船[6]
    - フェリー - 約27分。
- 瀬戸港（西海市大瀬戸町）から
  - 西海沿岸商船
    - フェリー - 約30分
    - 高速船 - 約13分
- 佐世保港（佐世保市）から
  - 西海沿岸商船
    - 高速船 - 約1時間